# Китахиросима

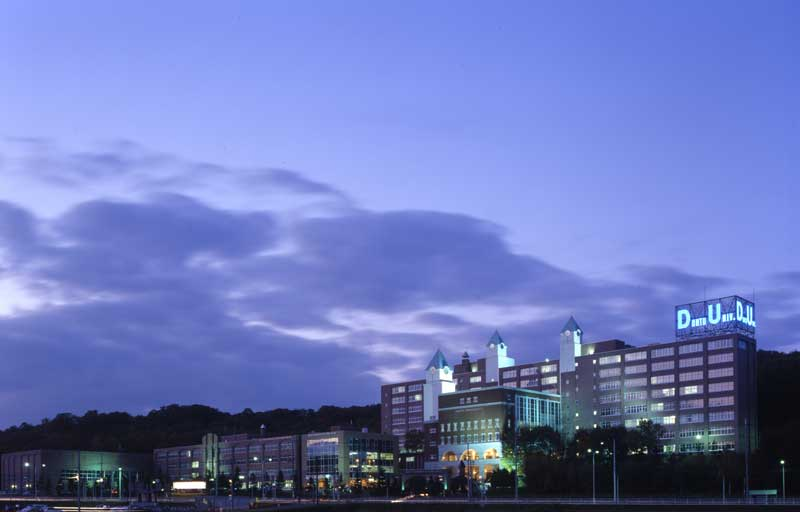
Университет Дото

Китахиросима (яп. 北広島市 Китахиросима-си, «Северный Хиросима») — город в Японии, в префектуре Хоккайдо. Был основан в 1884 году переселенцами из префектуры Хиросима и назван в честь нее. Каждый год город Хиросима приглашает учащихся начальной и средней школы из Китахиросимы принять участие в годовщине атомной бомбардировки. Города всячески поддерживают связь между собой, например: в 2018 году команда Хэма из высшей бейсбольной лиги базирующаяся в Хиросиме решила построить новый стадион в Китахиросиме.

## Достопримечательности
В черте города есть восемь полей для гольфа, их общая площадь превышает 10% от общей площади городского района. В западной части Китахиросимы находится рекреационный лес. Неподалёку от национального шоссе №36 стоит лесной кемпинг. В городе также есть онсэны.
Также в Китахиросиме расположен Парк света мира с мемориалом погибшим в атомной бомбардировке. В парке горит вечный огонь впервые зажженный в Мемориальном парке Мира в городе Хиросима.

## География
Город Китахиросима расположен в южной части острова Хоккайдо, восточнее Саппоро. В административном отношении входит в округ Исикари губернаторства Хоккайдо региона Хоккайдо.
Китахиросима получила статус города в 1996 году. В 2004 году число жителей в ней превысила 60 тысяч человек. Площадь города составляет 118,54 км², население — 59 933 человека (30 июня 2014), плотность населения — 505,59 чел./км².
Через Китахиросиму в северо-западном направлении проходит стратегически важная автострада, соединяющая Саппоро с южными регионами Японии.

## Города-побратимы
- Хигасихиросима, Япония;
- Саскатун, Канада.